# 막대 아이스크림

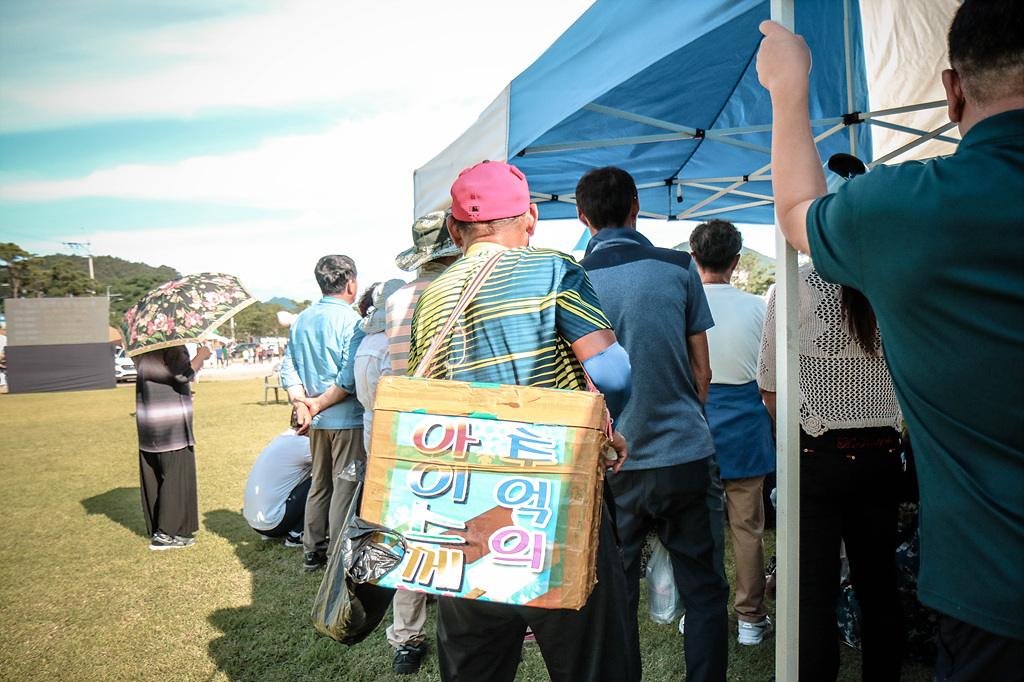
대한민국의 막대 아이스크림인 "아이스께끼"를 판매하는 상인

막대 아이스크림(영어: stick ice cream 스틱 아이스크림[*]), 하드 아이스크림(한국어식 영어: hard ice cream) 혹은 아이스께끼, 또는 줄임말인 하드(한국어식 영어: hard)는 과일즙이나 우유 등에 설탕 등 감미료, 향료, 식용색소 등을 섞은 액체를 냉동관에 넣고, 가운데에 가는 막대기를 꽂아서 얼린 빙과이다. 우유나 유크림 등 유지방을 함유하지 않을 경우 엄밀한 의미의 아이스크림은 아니며, 영어권에서는 아이스팝(ice pop), 아이스롤리(ice lolly), 팝시클(popsicle) 등으로 알려져 있다. 민트 초코나 콜라, 합성향료, 과일즙 등을 넣고 만든다.

## 역사
1905년 프랭크 에퍼슨(Frank Epperson)은  집에서 음료를 만드려고 했는데, 저녁이 되어 만들던 음료를 뒷문 밖에 두고 다음날 가보니 음료를 젓기 위해 담가둔 나무막대가 함께 얼어 있었다고 한다. 그래서 "팝시클 아이스캔디"라는 이름으로 알려져 있다.

## 같이 보기
- 아이스크림
- 소프트 아이스크림
- 부자 (유제품)
- 빙수